# Dinetus duclouxii
Dinetus duclouxii är en vindeväxtart som först beskrevs av François Gagnepain och Courchet, och fick sitt nu gällande namn av Staples. Dinetus duclouxii ingår i släktet Dinetus och familjen vindeväxter. Inga underarter finns listade i Catalogue of Life.